# ブラックバーン シドニー
ブラックバーン シドニー
ブラックバーン シドニー
- 用途：哨戒飛行艇
- 製造者：ブラックバーン・エアクラフト
- 運用者： イギリス（イギリス空軍）
- 初飛行：1930年7月18日
- 生産数：1機
- 運用状況：試作のみ

ブラックバーン RB.2 シドニー（Blackburn R.B.2 Sydney）は、航空省要求仕様 R.5/27 に応じて1930年にイギリス空軍向けに開発された長距離哨戒機用の飛行艇である。本機は典型的な飛行艇の構成である支柱で支えられたパラソル配置の主翼に3枚の垂直尾翼を持ち、主翼の前縁に3基のエンジンを搭載していた。評価試験後に量産の注文は得られずに2機目以降が製作されることも無かった。
シドニーの開発が諦められると星型エンジンを搭載した貨物機版の派生型CB.2 ナイル（C.B.2 Nile）の製作も中止された。

## 要目
出典: British Flying Boats 
諸元
- 乗員: 2（操縦士）、銃手
- 全長: 19.99 m （65 ft 7 in）
- 全高: 6.20 m （20 ft 4 in）
- 翼幅: 30.49 m（100 ft）
- 翼面積: 139.4 m2 （1,500 ft2）
- 空虚重量: 7,741 kg （17,065 lb）
- 運用時重量: 10,591 kg （23,350 lb）
- 有効搭載量: kg （lb）
- 最大離陸重量: kg （lb）
- 動力: ロールス・ロイス F.XII MS 空冷 星型エンジン、381 kW （525 hp）   × 3

性能
- 超過禁止速度: km/h （kt）
- 最大速度: 198 km/h （107 kn） 123 mph
- 巡航速度: 161 km/h （87 kn） 100 mph
- 失速速度: km/h （kt）
- フェリー飛行時航続距離: km （海里）
- 航続距離: 1,200 km（高度1,900 m）[2]  745 mi（高度6,200 ft）
- 実用上昇限度: 5,030 m （16,500 ft）
- 上昇率: 2.0 m/s （390 ft/min）
- 離陸滑走距離: m （ft）
- 着陸滑走距離: m （ft）
- 翼面荷重: kg2 （lb/ft2）
- 馬力荷重（プロペラ）: kW/kg （hp/lb）

武装
- 固定武装: 3 × 303 in (7.7 mm) ルイス軽機関銃（機首、胴体背面と下面の開放銃座）
- 爆弾: 爆弾 500 kg (1,102 lb)、又は2 × 魚雷